# Karl Kirkpatrick
Karl Kirkpatrick, né le 3 décembre 1964 à Warrington (Angleterre), est un arbitre anglais de rugby à XIII. Il officie plus particulièrement au sein du championnat européen de rugby à XIII : la Super League.

## Biographie
Karl Kirkpatrick naît à Warrington en Angleterre.